# Chawalit Waenthong
Chawalit Waenthong (thailändisch ชวลิต แหวนทอง, * 4. Januar 1987 in Chonburi) ist ein thailändischer Fußballspieler.

## Karriere
Chawalit Waenthong spielte bis Ende 2015 für den Navy FC. Wo er vorher gespielt hat, ist unbekannt. Der Verein aus Sattahip spielte in der ersten Liga, der Thai Premier League. 2015 absolvierte er 14 Spiele für den Erstligisten. 2016 wechselte er zum Drittligisten Trat FC. Der Verein aus Trat spielte in der Regional League Division 2, in der Eastern Region. Ende 2016 wurde er mit Trat Meister und stieg in die zweite Liga auf. Bei Trat spielte er bis Ende 2017. Die Saison 2018 war er vertrags- und vereinslos. 2019 nahm ihn der Viertligist Royal Thai Fleet FC aus Sattahip unter Vertrag. Am Ende der Saison 2021/22 musste er mit dem Verein in die Amateur-Liga absteigen. Nach dem Abstieg verließ er den Verein und schloss sich dem Drittligaaufsteiger Warship United FC an. Der ebenfalls in Sattahip beheimatete Verein tritt ebenfalls in der Eastern Region an.

## Erfolge
Trat FC
- Regional League Division 2 – East: 2016  ▲